# Orthotrichia moselyi
Orthotrichia moselyi är en nattsländeart som beskrevs av Bo Tjeder 1946. Orthotrichia moselyi ingår i släktet Orthotrichia och familjen smånattsländor. Inga underarter finns listade i Catalogue of Life.